# 大日本人
《大日本人》是一齣日本喜劇電影，為諧星松本人志所初次執導的作品，於2007年6月2日在日本上映。
電影由松本人志本人，以及竹內力、日本女歌手UA、《妖怪大戰爭》中的童星神木隆之介，以及松本的好友板尾創路等人演出。電影獲得日本潮流品牌Neighborhood垂青，並聯名發表了衣服、頭巾等產品。

## 外部連結
- 官方網頁（页面存档备份，存于）